# Евангелическая церковь в Марокко
Евангелическая церковь Марокко — реформатская протестантская церковь в Африке. 
Церковь основана в Марокко в 1907 году.

## История
Первая служба Реформатской церкви Франции в Марокко (фр. l'Église réformée de France au Maroc) состоялась в 1907 году в английской часовне в Касабланке. В 1927 году реформатский протестантизм затронул более 450 семей в Марокко и был организован в десяти населенных пунктах с общим храмом в Рабате. В период французского протектората в Марокко все протестанты-реформаторы были европейского происхождения. В 1935 году церковь под новым названием «Евангелическая реформатская церковь в Марокко» (фр. l'Église réformée évangélique au Maroc) насчитывала 3 000 членов, большинство из которых были французами или швейцарцами.
После обретения независимости и ухода европейцев Церковь сменила название на «Евангелическая церковь в Марокко», и число ее верующих уменьшилось. Богослужение больше не проводились регулярно, за исключением Рабата и Касабланки. В 1990 году пасторов осталось всего два, а все храмы проданы и закрыты. В 1990-х годах Церковь была на грани исчезновения. В качестве миссионеров прибыли новые члены, в том числе африканские студенты и несколько европейских священнослужителей. 
В 2000-х и 2010-х годах из страны был изгнано несколько её пасторов и миссионеров, обвиненных в поощрении обращения мусульман в христианство, что запрещено законодательством страны.

## Распространение
Сегодня протестантизм в Марокко находится в меньшинстве по сравнению с исламом, который составляет почти 93% населения. Тем не менее, это растущая религия, особенно с 1990-х годов. Руководители церкви обучаются в Институте Аль-Мовафака, созданном по совместной инициативе с католиками, в Рабате, Марокко. При церкви функционирует молодежное и женское движение. Церковь обеспечивает библейское обучение и воскресную школу для детей в приходах. В состав церкви входят мигранты и студенты из стран к югу от Сахары, обращенные граждане Марокко и иностранные граждане. Церковь проводит богослужения в одиннадцати городах Марокко: Рабате, Танжере, Касабланке, Агадире, Мохамедии, Кенитре, Тетуане, Фесе, Марракеше, Мекнесе и Уджде. В 2004 году в церкви насчитывалось 1600 членов в 8 приходах и 6 домашних общинах. 

## Межцерковные связи
Церковь входит во Всемирное сообщество реформатских церквей, связана с Сообществом евангелических церквей французской традиции за рубежом (фр. Communauté des Églises Évangéliques d’Expression Françaises de l’Extérieur), а с 2004 года — с Сообществом миссионерских церквей.